# Vercel-Villedieu-le-Camp
Vercel-Villedieu-le-Camp és un municipi francès situat al departament del Doubs i a la regió de Borgonya - Franc Comtat. L'any 2007 tenia 1.414 habitants.

## Demografia

### Població
El 2007 la població de fet de Vercel-Villedieu-le-Camp era de 1.414 persones. Hi havia 552 famílies de les quals 170 eren unipersonals (75 homes vivint sols i 95 dones vivint soles), 154 parelles sense fills, 193 parelles amb fills i 35 famílies monoparentals amb fills.
La població ha evolucionat segons el següent gràfic:
Habitants censats

### Habitatges
El 2007 hi havia 629 habitatges, 562 eren l'habitatge principal de la família, 14 eren segones residències i 54 estaven desocupats. 451 eren cases i 179 eren apartaments. Dels 562 habitatges principals, 339 estaven ocupats pels seus propietaris, 212 estaven llogats i ocupats pels llogaters i 11 estaven cedits a títol gratuït; 11 tenien una cambra, 30 en tenien dues, 98 en tenien tres, 117 en tenien quatre i 307 en tenien cinc o més. 403 habitatges disposaven pel capbaix d'una plaça de pàrquing. A 282 habitatges hi havia un automòbil i a 217 n'hi havia dos o més.

### Piràmide de població
La piràmide de població per edats i sexe el 2009 era:
| Homes | Edats   | Dones |
| ----- | ------- | ----- |
| 0     | 95 o +  | 0     |
| 0     | 90 a 94 | 8     |
| 0     | 85 a 89 | 4     |
| 8     | 80 a 84 | 12    |
| 20    | 75 a 79 | 16    |
| 28    | 70 a 74 | 44    |
| 28    | 65 a 69 | 28    |
| 48    | 60 a 64 | 24    |
| 24    | 55 a 59 | 20    |
| 36    | 50 a 54 | 40    |
| 24    | 45 a 49 | 40    |
| 48    | 40 a 44 | 28    |
| 44    | 35 a 39 | 52    |
| 76    | 30 a 34 | 52    |
| 40    | 25 a 29 | 32    |
| 20    | 20 a 24 | 36    |
| 44    | 15 a 19 | 28    |
| 48    | 10 a 14 | 72    |
| 40    | 5 a 9   | 48    |
| 44    | 0 a 4   | 28    |

## Economia
El 2007 la població en edat de treballar era de 896 persones, 675 eren actives i 221 eren inactives. De les 675 persones actives 624 estaven ocupades (351 homes i 273 dones) i 52 estaven aturades (19 homes i 33 dones). De les 221 persones inactives 56 estaven jubilades, 83 estaven estudiant i 82 estaven classificades com a «altres inactius».

### Ingressos
El 2009 a Vercel-Villedieu-le-Camp hi havia 565 unitats fiscals que integraven 1.414 persones, la mediana anual d'ingressos fiscals per persona era de 17.695 €.

### Activitats econòmiques
Dels 60 establiments que hi havia el 2007, 6 eren d'empreses alimentàries, 2 d'empreses de fabricació de material elèctric, 2 d'empreses de fabricació d'altres productes industrials, 13 d'empreses de construcció, 13 d'empreses de comerç i reparació d'automòbils, 2 d'empreses de transport, 2 d'empreses d'hostatgeria i restauració, 4 d'empreses financeres, 1 d'una empresa immobiliària, 5 d'empreses de serveis, 7 d'entitats de l'administració pública i 3 d'empreses classificades com a «altres activitats de serveis».
Dels 23 establiments de servei als particulars que hi havia el 2009, 1 era una oficina de correu, 1 una oficina bancària, 3 tallers de reparació d'automòbils i de material agrícola, 1 paleta, 2 guixaires pintors, 5 fusteries, 3 lampisteries, 2 electricistes, 2 perruqueries, 2 veterinaris i 1 saló de bellesa.
Dels 7 establiments comercials que hi havia el 2009, 2 eren botiges de menys de 120 m², 1 una botiga de menys de 120 m², 1 una fleca, 1 una peixateria, 1 una botiga de mobles i 1 una botiga de material de revestiment de parets i terra.
L'any 2000 a Vercel-Villedieu-le-Camp hi havia 23 explotacions agrícoles que ocupaven un total de 960 hectàrees.

## Equipaments sanitaris i escolars
L'únic equipament sanitari que hi havia el 2009 era una farmàcia.
El 2009 hi havia 1 escola maternal i 2 escoles elementals. Vercel-Villedieu-le-Camp disposava d'un col·legi d'educació secundària amb 165 alumnes.

## Poblacions més properes
El següent diagrama mostra les poblacions més properes.